# 聖安東尼奧-杜帕拉伊索
圣安东尼奥-杜帕拉伊苏是巴西巴拉那州的一个市镇。总面积165.904平方公里，总人口2361人，人口密度14.2人/平方公里。